# Gutsabfüllung
Gutsabfüllung ist ein Begriff aus dem deutschen Weinrecht und steht für eine verschärfte Form der „Erzeugerabfüllung“.
§38 Absatz (5) der Weinverordnung vom 9. Mai 1995 regelt, wann ein Wein als Gutsabfüllung bezeichnet werden darf: 
- Es liegen die Voraussetzungen für eine „Erzeugerabfüllung“ vor, d. h. die Trauben stammen alle vom abfüllenden Weinbaubetrieb und sind von diesem eingekellert und ausgebaut worden
- Der Weinbaubetrieb führt eine Steuerbuchhaltung
- Der Kellermeister hat eine abgeschlossene önologische Ausbildung
- Die Weinberge wurden mindestens seit 1. Januar des Erntejahres vom Weinbaubetrieb bewirtschaftet